# Hội phê bình phim Boston
Hiệp hội phê bình phim Boston (tên gốc tiếng Anh: Boston Society of Film Critics, viết tắt: BSFC) là tổ chức của các nhà phê bình điện ảnh đến từ Boston, Massachusetts, Hoa Kỳ.

## Lịch sử
BSFC được thành lập vào năm 1981 để giúp "quan điểm phê bình độc đáo của Boston được lắng nghe ở cấp độ quốc gia và quốc tế bằng cách trao những lời khen ngợi tới những phim điện ảnh, nhà làm phim, rạp chiếu phim và hiệp hội điện ảnh địa phương xuất sắc nhất năm".

## Giải thưởng
Trong suốt ba thập kỷ qua, Hiệp hội phê bình phim Boston đã trao Giải thưởng của Hiệp hội phê bình phim Boston thường niên. Chiến thắng hạng mục Phim điện ảnh xuất sắc nhất và Đạo diễn xuất sắc nhất năm 2009 là The Hurt Locker của đạo diễn Kathryn Bigelow – tác phâm này cũng giành được ba giải khác là Nam diễn viên chính xuất sắc nhất, Quay phim xuất sắc nhất và Dựng phim xuất sắc nhất. Đây là lần đầu tiên trong lịch sử 30 năm của tổ chức, một bộ phim điện ảnh đã mang về năm giải thưởng.
Giải thưởng Nhà làm phim mới được đặt theo tên của David Brudnoy, người dẫn chương trình phát thanh kiêm nhà phê bình điện ảnh ở khu vực Boston, đồng thời cũng là thành viên sáng lập của Hiệp hội phê bình phim Boston; ông qua đời vào năm 2004. Những người chiến thắng giải này bao gồm Joe Wright (Kiêu hãnh và định kiến), Ryan Fleck (Half Nelson) và Florian Zeller (The Father).
Các hạng mục của Giải thưởng của Hiệp hội phê bình phim Boston bao gồm:
- Phim hay nhất
- Đạo diễn xuất sắc nhất
- Nam diễn viên chính xuất sắc nhất
- Nữ diễn viên chính xuất sắc nhất
- Nam diễn viên phụ xuất sắc nhất
- Nữ diễn viên phụ xuất sắc nhất
- Toàn bộ vai diễn xuất sắc nhất
- Kịch bản hay nhất[a]
- Phim ngoại ngữ hay nhất
- Phim tài liệu hay nhất
- Phim hoạt hình xuất sắc nhất
- Quay phim xuất sắc nhất
- Dựng phim xuất sắc nhất
- Nhà làm phim mới xuất sắc nhất
- Âm nhạc trong phim xuất sắc nhất